# Список астероїдів (18701—18800)
| Назва                             | Тимчасове позначення | Дата відкриття    | Місце відкриття           | Відкривач                   |
| --------------------------------- | -------------------- | ----------------- | ------------------------- | --------------------------- |
| (18701) 1998 HB57                 | 1998 HB57            | 21 квітня 1998    | Сокорро (Нью-Мексико)     | LINEAR                      |
| 18702 Садовський (Sadowski)       | 1998 HG68            | 21 квітня 1998    | Сокорро (Нью-Мексико)     | LINEAR                      |
| (18703) 1998 HN68                 | 1998 HN68            | 21 квітня 1998    | Сокорро (Нью-Мексико)     | LINEAR                      |
| 18704 Брікрістіан (Brychristian)  | 1998 HF87            | 21 квітня 1998    | Сокорро (Нью-Мексико)     | LINEAR                      |
| (18705) 1998 HX88                 | 1998 HX88            | 21 квітня 1998    | Сокорро (Нью-Мексико)     | LINEAR                      |
| (18706) 1998 HV93                 | 1998 HV93            | 21 квітня 1998    | Сокорро (Нью-Мексико)     | LINEAR                      |
| 18707 Еннчі (Annchi)              | 1998 HO96            | 21 квітня 1998    | Сокорро (Нью-Мексико)     | LINEAR                      |
| 18708 Денієлаппел (Danielappel)   | 1998 HT97            | 21 квітня 1998    | Сокорро (Нью-Мексико)     | LINEAR                      |
| 18709 Лоравонґ (Laurawong)        | 1998 HE99            | 21 квітня 1998    | Сокорро (Нью-Мексико)     | LINEAR                      |
| (18710) 1998 HF100                | 1998 HF100           | 21 квітня 1998    | Сокорро (Нью-Мексико)     | LINEAR                      |
| (18711) 1998 HL100                | 1998 HL100           | 21 квітня 1998    | Сокорро (Нью-Мексико)     | LINEAR                      |
| (18712) 1998 HN108                | 1998 HN108           | 23 квітня 1998    | Сокорро (Нью-Мексико)     | LINEAR                      |
| (18713) 1998 HM114                | 1998 HM114           | 23 квітня 1998    | Сокорро (Нью-Мексико)     | LINEAR                      |
| (18714) 1998 HQ114                | 1998 HQ114           | 23 квітня 1998    | Сокорро (Нью-Мексико)     | LINEAR                      |
| (18715) 1998 HE121                | 1998 HE121           | 23 квітня 1998    | Сокорро (Нью-Мексико)     | LINEAR                      |
| (18716) 1998 HV121                | 1998 HV121           | 23 квітня 1998    | Сокорро (Нью-Мексико)     | LINEAR                      |
| (18717) 1998 HZ127                | 1998 HZ127           | 18 квітня 1998    | Сокорро (Нью-Мексико)     | LINEAR                      |
| (18718) 1998 HJ128                | 1998 HJ128           | 19 квітня 1998    | Сокорро (Нью-Мексико)     | LINEAR                      |
| (18719) 1998 HH138                | 1998 HH138           | 21 квітня 1998    | Сокорро (Нью-Мексико)     | LINEAR                      |
| 18720 Джеррігуо (Jerryguo)        | 1998 HP145           | 21 квітня 1998    | Сокорро (Нью-Мексико)     | LINEAR                      |
| (18721) 1998 HC146                | 1998 HC146           | 21 квітня 1998    | Сокорро (Нью-Мексико)     | LINEAR                      |
| (18722) 1998 HF148                | 1998 HF148           | 25 квітня 1998    | Обсерваторія Ла-Сілья     | Ерік Вальтер Ельст          |
| (18723) 1998 JO1                  | 1998 JO1             | 1 травня 1998     | Обсерваторія Галеакала    | NEAT                        |
| (18724) 1998 JV1                  | 1998 JV1             | 1 травня 1998     | Обсерваторія Галеакала    | NEAT                        |
| 18725 Атакама (Atacama)           | 1998 JL3             | 2 травня 1998     | Коссоль                   | ODAS                        |
| (18726) 1998 KC2                  | 1998 KC2             | 22 травня 1998    | Сокорро (Нью-Мексико)     | LINEAR                      |
| 18727 Пікок (Peacock)             | 1998 KW3             | 22 травня 1998    | Станція Андерсон-Меса     | LONEOS                      |
| 18728 Grammier                    | 1998 KZ3             | 22 травня 1998    | Станція Андерсон-Меса     | LONEOS                      |
| 18729 Потентіно (Potentino)       | 1998 KJ4             | 22 травня 1998    | Станція Андерсон-Меса     | LONEOS                      |
| 18730 Wingip                      | 1998 KV7             | 23 травня 1998    | Станція Андерсон-Меса     | LONEOS                      |
| 18731 Вильбакиров (Vilʹbakirov)   | 1998 KW7             | 23 травня 1998    | Станція Андерсон-Меса     | LONEOS                      |
| (18732) 1998 KP19                 | 1998 KP19            | 22 травня 1998    | Сокорро (Нью-Мексико)     | LINEAR                      |
| (18733) 1998 KV31                 | 1998 KV31            | 22 травня 1998    | Сокорро (Нью-Мексико)     | LINEAR                      |
| 18734 Дарбу (Darboux)             | 1998 MY1             | 20 червня 1998    | Прескоттська обсерваторія | Пол Комба                   |
| 18735 Чубко (Chubko)              | 1998 MH46            | 23 червня 1998    | Станція Андерсон-Меса     | LONEOS                      |
| (18736) 1998 NU                   | 1998 NU              | 2 липня 1998      | Обсерваторія Кітт-Пік     | Spacewatch                  |
| 18737 Алісіяворлі (Aliciaworley)  | 1998 QP79            | 24 серпня 1998    | Сокорро (Нью-Мексико)     | LINEAR                      |
| (18738) 1998 SN22                 | 1998 SN22            | 23 вересня 1998   | Вішнянська обсерваторія   | Вішнянська обсерваторія     |
| 18739 Ларріху (Larryhu)           | 1998 SH79            | 26 вересня 1998   | Сокорро (Нью-Мексико)     | LINEAR                      |
| (18740) 1998 VH31                 | 1998 VH31            | 14 листопада 1998 | Обсерваторія Оїдзумі      | Такао Кобаяші               |
| (18741) 1998 WB6                  | 1998 WB6             | 18 листопада 1998 | Обсерваторія Кушіро       | Сейджі Уеда, Хіроші Канеда  |
| (18742) 1998 XX30                 | 1998 XX30            | 14 грудня 1998    | Сокорро (Нью-Мексико)     | LINEAR                      |
| (18743) 1998 YD5                  | 1998 YD5             | 18 грудня 1998    | Коссоль                   | ODAS                        |
| (18744) 1999 AU                   | 1999 AU              | 7 січня 1999      | Обсерваторія Оїдзумі      | Такао Кобаяші               |
| 18745 Сан-Педро (San Pedro)       | 1999 BJ14            | 23 січня 1999     | Коссоль                   | ODAS                        |
| (18746) 1999 FT20                 | 1999 FT20            | 19 березня 1999   | Обсерваторія Кітт-Пік     | Spacewatch                  |
| 18747 Лексцен (Lexcen)            | 1999 FN21            | 26 березня 1999   | Обсерваторія Ріді-Крик    | Джон Бротон                 |
| (18748) 1999 GV                   | 1999 GV              | 5 квітня 1999     | Вішнянська обсерваторія   | Корадо Корлевіч             |
| 18749 Айюбґулієв (Ayyubguliev)    | 1999 GA8             | 9 квітня 1999     | Станція Андерсон-Меса     | LONEOS                      |
| 18750 Леонідакімов (Leonidakimov) | 1999 GA9             | 10 квітня 1999    | Станція Андерсон-Меса     | LONEOS                      |
| 18751 Юалександров (Yualexandrov) | 1999 GO9             | 15 квітня 1999    | Станція Андерсон-Меса     | LONEOS                      |
| (18752) 1999 GZ16                 | 1999 GZ16            | 15 квітня 1999    | Сокорро (Нью-Мексико)     | LINEAR                      |
| (18753) 1999 GE17                 | 1999 GE17            | 15 квітня 1999    | Сокорро (Нью-Мексико)     | LINEAR                      |
| (18754) 1999 GL21                 | 1999 GL21            | 15 квітня 1999    | Сокорро (Нью-Мексико)     | LINEAR                      |
| 18755 Медуна (Meduna)             | 1999 GS21            | 15 квітня 1999    | Сокорро (Нью-Мексико)     | LINEAR                      |
| (18756) 1999 GY34                 | 1999 GY34            | 6 квітня 1999     | Сокорро (Нью-Мексико)     | LINEAR                      |
| (18757) 1999 HT                   | 1999 HT              | 18 квітня 1999    | Вумера                    | Френк Золотовскі            |
| (18758) 1999 HD2                  | 1999 HD2             | 19 квітня 1999    | Вішнянська обсерваторія   | Корадо Корлевіч, Маріо Юріч |
| (18759) 1999 HO2                  | 1999 HO2             | 20 квітня 1999    | Обсерваторія Валінос      | Пауло Ольворсем             |
| (18760) 1999 HY7                  | 1999 HY7             | 19 квітня 1999    | Обсерваторія Кітт-Пік     | Spacewatch                  |
| (18761) 1999 HA8                  | 1999 HA8             | 20 квітня 1999    | Обсерваторія Кітт-Пік     | Spacewatch                  |
| (18762) 1999 HC9                  | 1999 HC9             | 17 квітня 1999    | Сокорро (Нью-Мексико)     | LINEAR                      |
| (18763) 1999 JV2                  | 1999 JV2             | 8 травня 1999     | Станція Сінлун            | SCAP                        |
| (18764) 1999 JA12                 | 1999 JA12            | 13 травня 1999    | Сокорро (Нью-Мексико)     | LINEAR                      |
| (18765) 1999 JN17                 | 1999 JN17            | 14 травня 1999    | Сокорро (Нью-Мексико)     | LINEAR                      |
| 18766 Бродерік (Broderick)        | 1999 JA22            | 10 травня 1999    | Сокорро (Нью-Мексико)     | LINEAR                      |
| (18767) 1999 JD22                 | 1999 JD22            | 10 травня 1999    | Сокорро (Нью-Мексико)     | LINEAR                      |
| 18768 Сарабейтс (Sarahbates)      | 1999 JE22            | 10 травня 1999    | Сокорро (Нью-Мексико)     | LINEAR                      |
| (18769) 1999 JS24                 | 1999 JS24            | 10 травня 1999    | Сокорро (Нью-Мексико)     | LINEAR                      |
| 18770 Інцюцілей (Yingqiuqilei)    | 1999 JN25            | 10 травня 1999    | Сокорро (Нью-Мексико)     | LINEAR                      |
| 18771 Сисилян (Sisiliang)         | 1999 JA26            | 10 травня 1999    | Сокорро (Нью-Мексико)     | LINEAR                      |
| (18772) 1999 JR34                 | 1999 JR34            | 10 травня 1999    | Сокорро (Нью-Мексико)     | LINEAR                      |
| 18773 Бредегофт (Bredehoft)       | 1999 JY36            | 10 травня 1999    | Сокорро (Нью-Мексико)     | LINEAR                      |
| 18774 Лавантюре (Lavanture)       | 1999 JT38            | 10 травня 1999    | Сокорро (Нью-Мексико)     | LINEAR                      |
| 18775 Доналденґ (Donaldeng)       | 1999 JD39            | 10 травня 1999    | Сокорро (Нью-Мексико)     | LINEAR                      |
| 18776 Коултер (Coulter)           | 1999 JP39            | 10 травня 1999    | Сокорро (Нью-Мексико)     | LINEAR                      |
| 18777 Гобсон (Hobson)             | 1999 JA41            | 10 травня 1999    | Сокорро (Нью-Мексико)     | LINEAR                      |
| (18778) 1999 JW43                 | 1999 JW43            | 10 травня 1999    | Сокорро (Нью-Мексико)     | LINEAR                      |
| 18779 Хеттіхонг (Hattyhong)       | 1999 JN44            | 10 травня 1999    | Сокорро (Нью-Мексико)     | LINEAR                      |
| 18780 Кунчам (Kuncham)            | 1999 JY44            | 10 травня 1999    | Сокорро (Нью-Мексико)     | LINEAR                      |
| 18781 Індарам (Indaram)           | 1999 JH45            | 10 травня 1999    | Сокорро (Нью-Мексико)     | LINEAR                      |
| 18782 Джоанро (Joanrho)           | 1999 JJ46            | 10 травня 1999    | Сокорро (Нью-Мексико)     | LINEAR                      |
| 18783 Січемберлін (Sychamberlin)  | 1999 JL47            | 10 травня 1999    | Сокорро (Нью-Мексико)     | LINEAR                      |
| (18784) 1999 JS47                 | 1999 JS47            | 10 травня 1999    | Сокорро (Нью-Мексико)     | LINEAR                      |
| 18785 Бетсівелш (Betsywelsh)      | 1999 JV48            | 10 травня 1999    | Сокорро (Нью-Мексико)     | LINEAR                      |
| 18786 Тайоргенсон (Tyjorgenson)   | 1999 JS53            | 10 травня 1999    | Сокорро (Нью-Мексико)     | LINEAR                      |
| 18787 Кетгермагн (Kathermann)     | 1999 JV53            | 10 травня 1999    | Сокорро (Нью-Мексико)     | LINEAR                      |
| 18788 Керріміллер (Carriemiller)  | 1999 JX53            | 10 травня 1999    | Сокорро (Нью-Мексико)     | LINEAR                      |
| 18789 Метзгер (Metzger)           | 1999 JV56            | 10 травня 1999    | Сокорро (Нью-Мексико)     | LINEAR                      |
| 18790 Ерікабурден (Ericaburden)   | 1999 JG57            | 10 травня 1999    | Сокорро (Нью-Мексико)     | LINEAR                      |
| (18791) 1999 JF58                 | 1999 JF58            | 10 травня 1999    | Сокорро (Нью-Мексико)     | LINEAR                      |
| (18792) 1999 JL60                 | 1999 JL60            | 10 травня 1999    | Сокорро (Нью-Мексико)     | LINEAR                      |
| (18793) 1999 JW60                 | 1999 JW60            | 10 травня 1999    | Сокорро (Нью-Мексико)     | LINEAR                      |
| 18794 Кіанафранк (Kianafrank)     | 1999 JG62            | 10 травня 1999    | Сокорро (Нью-Мексико)     | LINEAR                      |
| (18795) 1999 JT63                 | 1999 JT63            | 10 травня 1999    | Сокорро (Нью-Мексико)     | LINEAR                      |
| 18796 Акоста (Acosta)             | 1999 JH64            | 10 травня 1999    | Сокорро (Нью-Мексико)     | LINEAR                      |
| (18797) 1999 JT64                 | 1999 JT64            | 10 травня 1999    | Сокорро (Нью-Мексико)     | LINEAR                      |
| (18798) 1999 JG65                 | 1999 JG65            | 12 травня 1999    | Сокорро (Нью-Мексико)     | LINEAR                      |
| (18799) 1999 JZ73                 | 1999 JZ73            | 12 травня 1999    | Сокорро (Нью-Мексико)     | LINEAR                      |
| 18800 Терресадодж (Terresadodge)  | 1999 JL76            | 10 травня 1999    | Сокорро (Нью-Мексико)     | LINEAR                      |

| ← Астероїди 10001—20000 → |             |             |             |             |             |             |             |             |             |
| 10001—10100               | 11001—11100 | 12001—12100 | 13001—13100 | 14001—14100 | 15001—15100 | 16001—16100 | 17001—17100 | 18001—18100 | 19001—19100 |
| 10101—10200               | 11101—11200 | 12101—12200 | 13101—13200 | 14101—14200 | 15101—15200 | 16101—16200 | 17101—17200 | 18101—18200 | 19101—19200 |
| 10201—10300               | 11201—11300 | 12201—12300 | 13201—13300 | 14201—14300 | 15201—15300 | 16201—16300 | 17201—17300 | 18201—18300 | 19201—19300 |
| 10301—10400               | 11301—11400 | 12301—12400 | 13301—13400 | 14301—14400 | 15301—15400 | 16301—16400 | 17301—17400 | 18301—18400 | 19301—19400 |
| 10401—10500               | 11401—11500 | 12401—12500 | 13401—13500 | 14401—14500 | 15401—15500 | 16401—16500 | 17401—17500 | 18401—18500 | 19401—19500 |
| 10501—10600               | 11501—11600 | 12501—12600 | 13501—13600 | 14501—14600 | 15501—15600 | 16501—16600 | 17501—17600 | 18501—18600 | 19501—19600 |
| 10601—10700               | 11601—11700 | 12601—12700 | 13601—13700 | 14601—14700 | 15601—15700 | 16601—16700 | 17601—17700 | 18601—18700 | 19601—19700 |
| 10701—10800               | 11701—11800 | 12701—12800 | 13701—13800 | 14701—14800 | 15701—15800 | 16701—16800 | 17701—17800 | 18701—18800 | 19701—19800 |
| 10801—10900               | 11801—11900 | 12801—12900 | 13801—13900 | 14801—14900 | 15801—15900 | 16801—16900 | 17801—17900 | 18801—18900 | 19801—19900 |
| 10901—11000               | 11901—12000 | 12901—13000 | 13901—14000 | 14901—15000 | 15901—16000 | 16901—17000 | 17901—18000 | 18901—19000 | 19901—20000 |